# 746-os busz
A 746-os jelzésű regionális autóbusz Érd, Tesco és Érd, Minaret között közlekedik, a Tesco áruház zárvatartása idején csak az autóbusz-állomástól indul. A járatot a MÁV Személyszállítási Zrt. üzemelteti.

## Megállóhelyei
| 0                                                             | Érd, Tesco végállomás                      | 15   | 744 |
| 2                                                             | Érd, Erika utca                            | 14   | 700, 710, 720, 722, 744 |
| 5                                                             | Érd, autóbusz-állomás vonalközi végállomás | 12   | 700, 705, 710, 712, 715, 720, 722, 733, 734, 735, 736, 738, 741, 742, 744, 745, 755 1120, 1134 S30 G30 Z30 S34 S35 S36 sebesvonat (Érd alsó megállóhely)  |
| 11                                                            | Érd, Kálvin tér                            | 11   | 733, 734, 735, 736, 738, 741, 744, 745, 755 S30 G30 Z30 S34 S35 S36 sebesvonat (Érd alsó megállóhely) S40 G40 Z40 S42 Z42 G43 G44 (Érd felső megállóhely) |
| 12                                                            | Érd, Főtér                                 | 10   | 710, 712, 715, 722, 742, 744, 745, 756 |
| 13                                                            | Érd, Rendőrség                             | 9    | |
| 14                                                            | Érd, Orvosi rendelő                        | 8    | |
| 16                                                            | Érd, Teréz utca                            | 6    | |
| A Piac megállóhelyet csak szabadnapokon, néhány járat érinti. |                                            |      | |
| (+1)                                                          | Érd, Piac*                                 | (+1) | |
| 17                                                            | Érd, Széles utca                           | 5    | |
| 19                                                            | Érd, Sugár út                              | 3    | |
| 20                                                            | Érd, Iskola köz                            | 2    | |
| 21                                                            | Érd, Termálfürdő                           | 1    | |
| 22                                                            | Érd, Minaret végállomás                    | 0    | |